# Davoli
Davoli är en ort och kommun i provinsen Catanzaro i regionen Kalabrien i Italien. Kommunen hade 5 520 invånare (2018).